# 小谷津孝明
小谷津 孝明（こやつ たかあき、1935年 - ）は、日本の認知心理学者、慶應義塾大学名誉教授。
東京生まれ。1963年慶應義塾大学院社会学研究科心理学専攻博士課程修了。1964年「網膜誘導法による仮現運動の実験的研究」で慶大文学博士。慶應義塾大学文学部助教授、1981年教授。1987年文学部長。2000年定年退任、名誉教授、日本橋学館大学教授・学長。2005年千歳科学技術大学理事長。2012年秋瑞宝中綬章受勲。

## 著書
- 『〈こころ〉で視る・知る・理解する 認知心理学入門』左右社、2011 放送大学叢書
- 『記憶　現代基礎心理学4 』東京大学出版会、1982
- 『記憶と知識　認知心理学講座 (2) 』東京大学出版会、1985

### 共著
- 『認知心理学』星薫共著 放送大学、1992
- 『認知療法ハンドブック』大野裕共編 星和書店、1996
- 『臨床認知心理学』小川俊樹、丹野義彦共編　東京大学出版会、2008 叢書実証にもとづく臨床心理学

### 翻訳
- エドワード・R.スカーヌルスほか『教育・就労・医療の最前線 講座人間と福祉障害者とともに』小松隆二、冨安芳和共編 慶應義塾大学出版会、1998
- ジョン・W.オブライエン、スティーブン・J.テイラー『障害者・家族・専門家の共働 講座人間と福祉障害者とともに』小松隆二,冨安芳和共編　慶應義塾大学出版会、1999

## 参考
- セブンネット